# 哈弗福德 (特拉華州)
哈弗福德（英語：Haverford）是位於美國特拉華州紐卡斯爾縣的一個非建制地區。該地的面積和人口皆未知。

## 地理
哈弗福德的座標為39°47′00″N 75°41′39″W / 39.78333°N 75.69417°W，而該地的平均海拔高度為77米（即253英尺）。